# Diploprora
Diploprora är ett släkte av orkidéer. Diploprora ingår i familjen orkidéer.
Kladogram enligt Catalogue of Life:
| Diploprora | \| \| Diploprora championii \| \| \| \| \| \| Diploprora truncata \| \| \| \| |
|            | \| \| Diploprora championii \| \| \| \| \| \| Diploprora truncata \| \| \| \| |
|            | Diploprora championii                                                         |
|            |                                                                               |
|            | Diploprora truncata                                                           |
|            |                                                                               |

## Bildgalleri

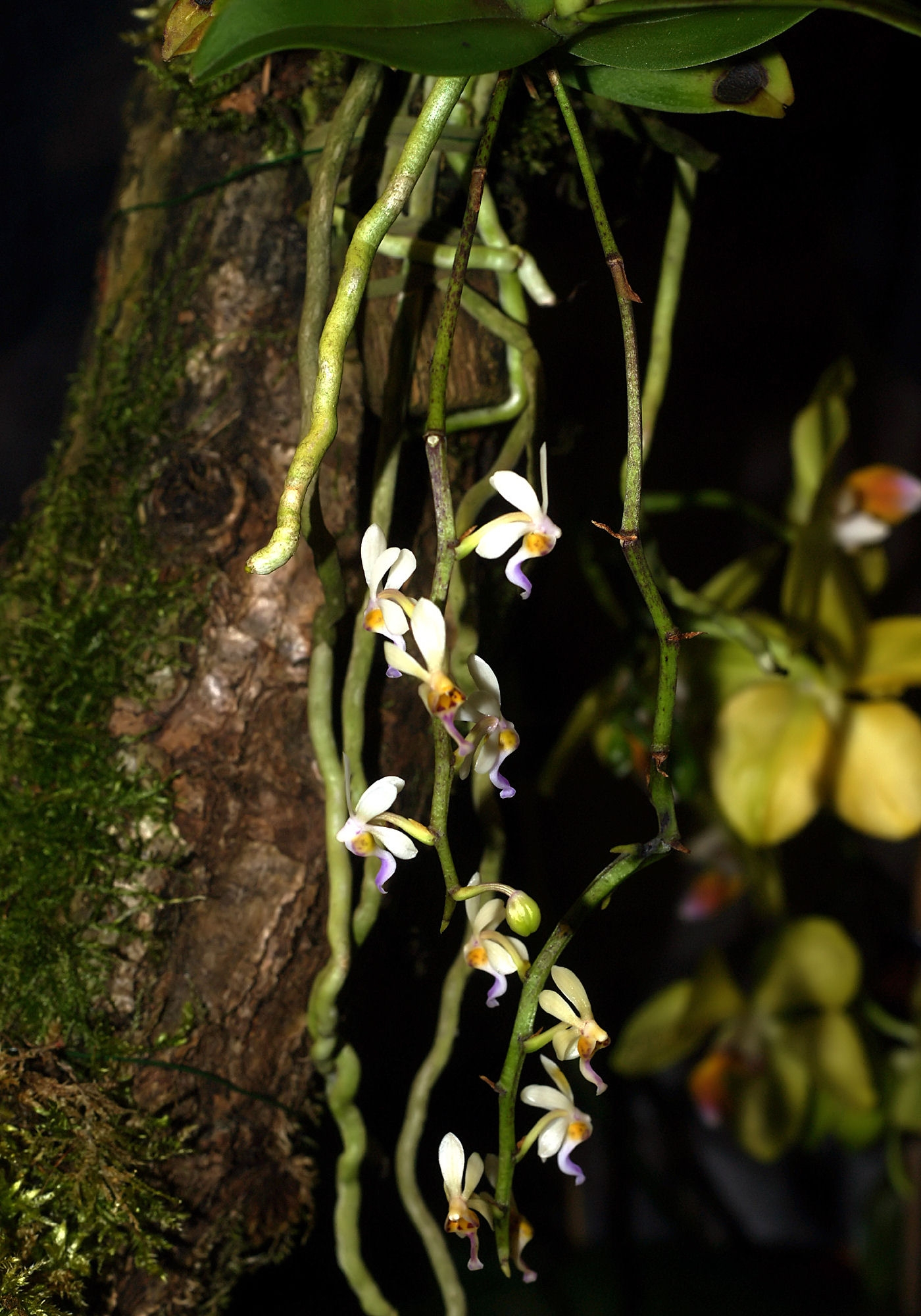
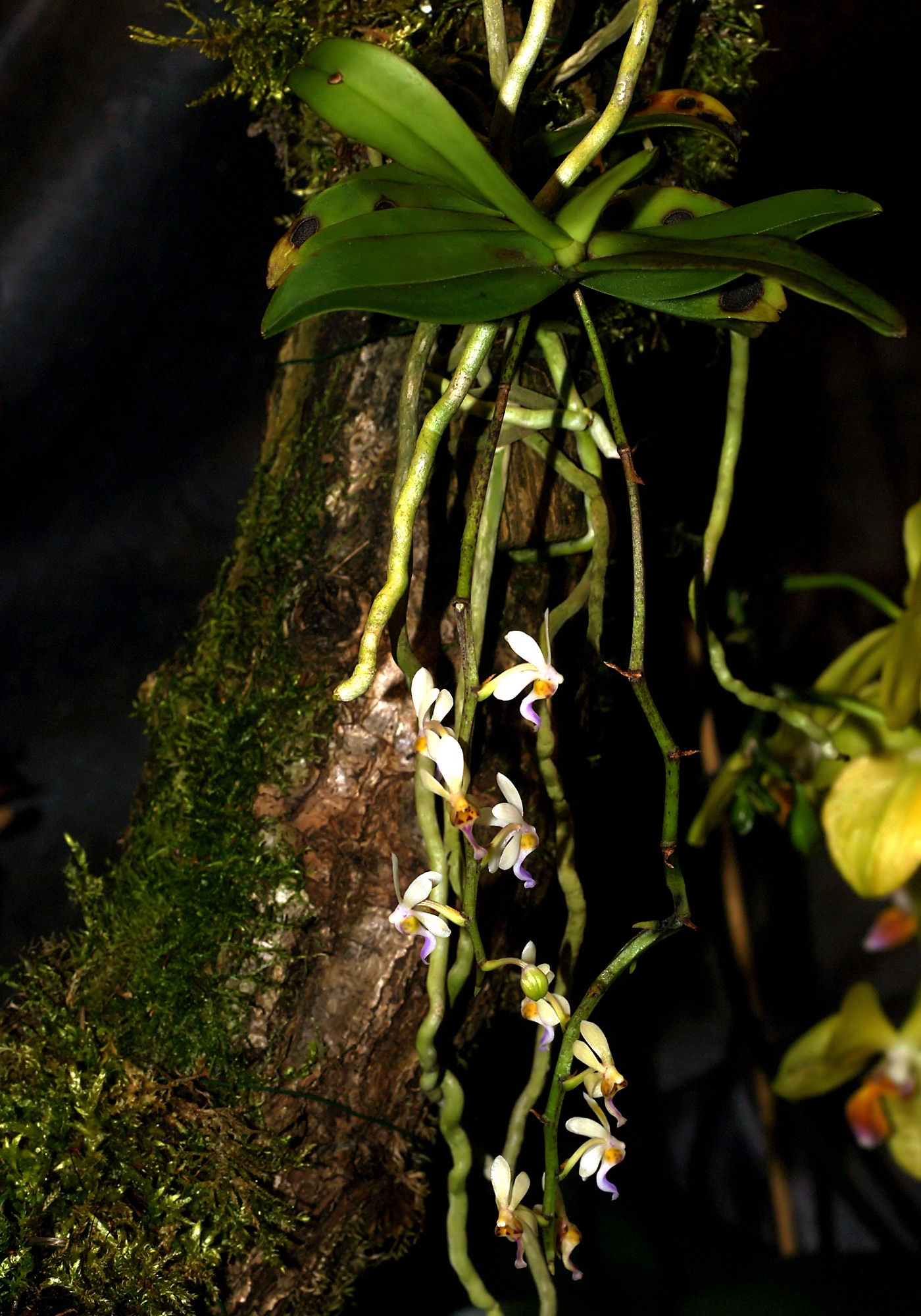
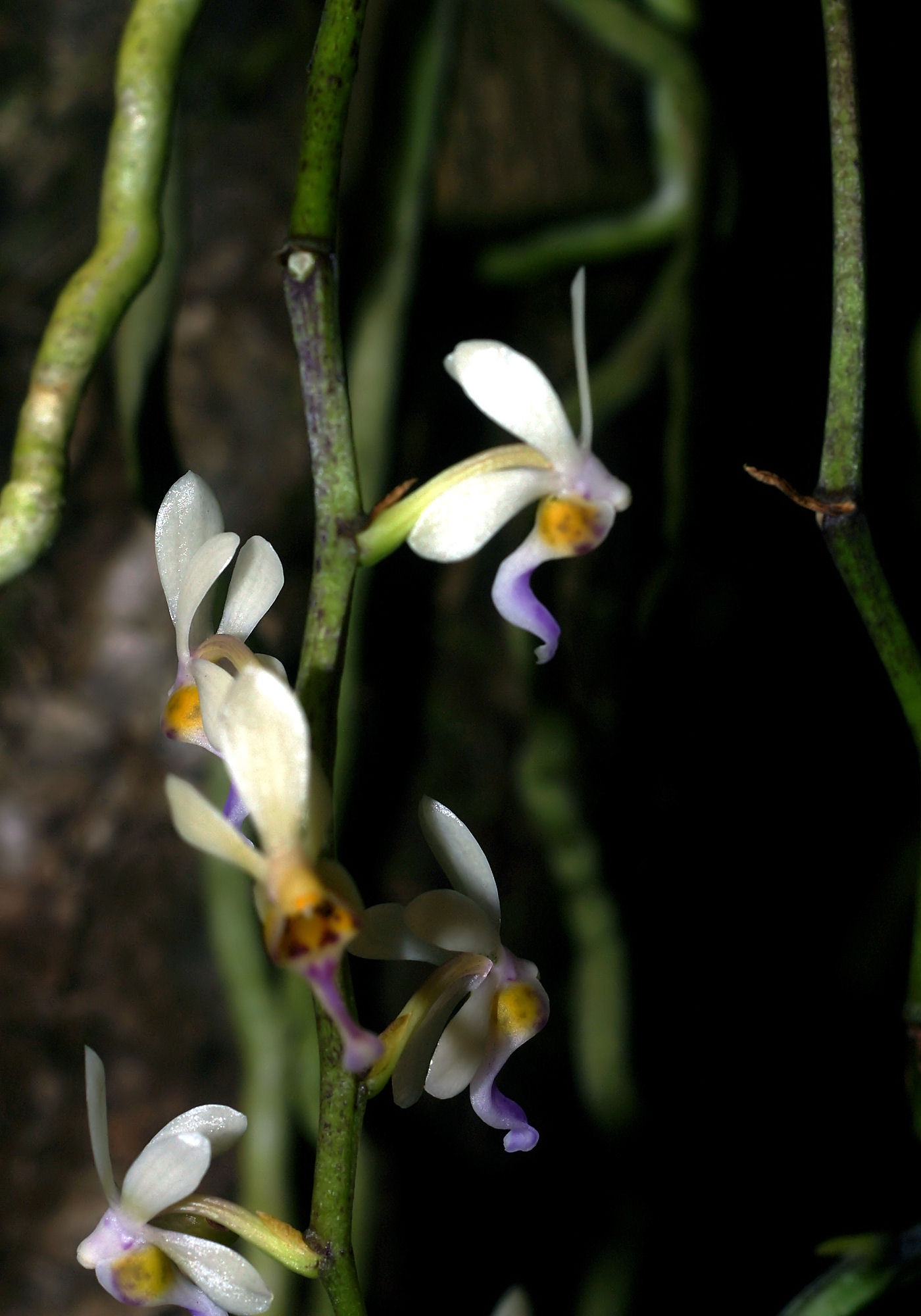
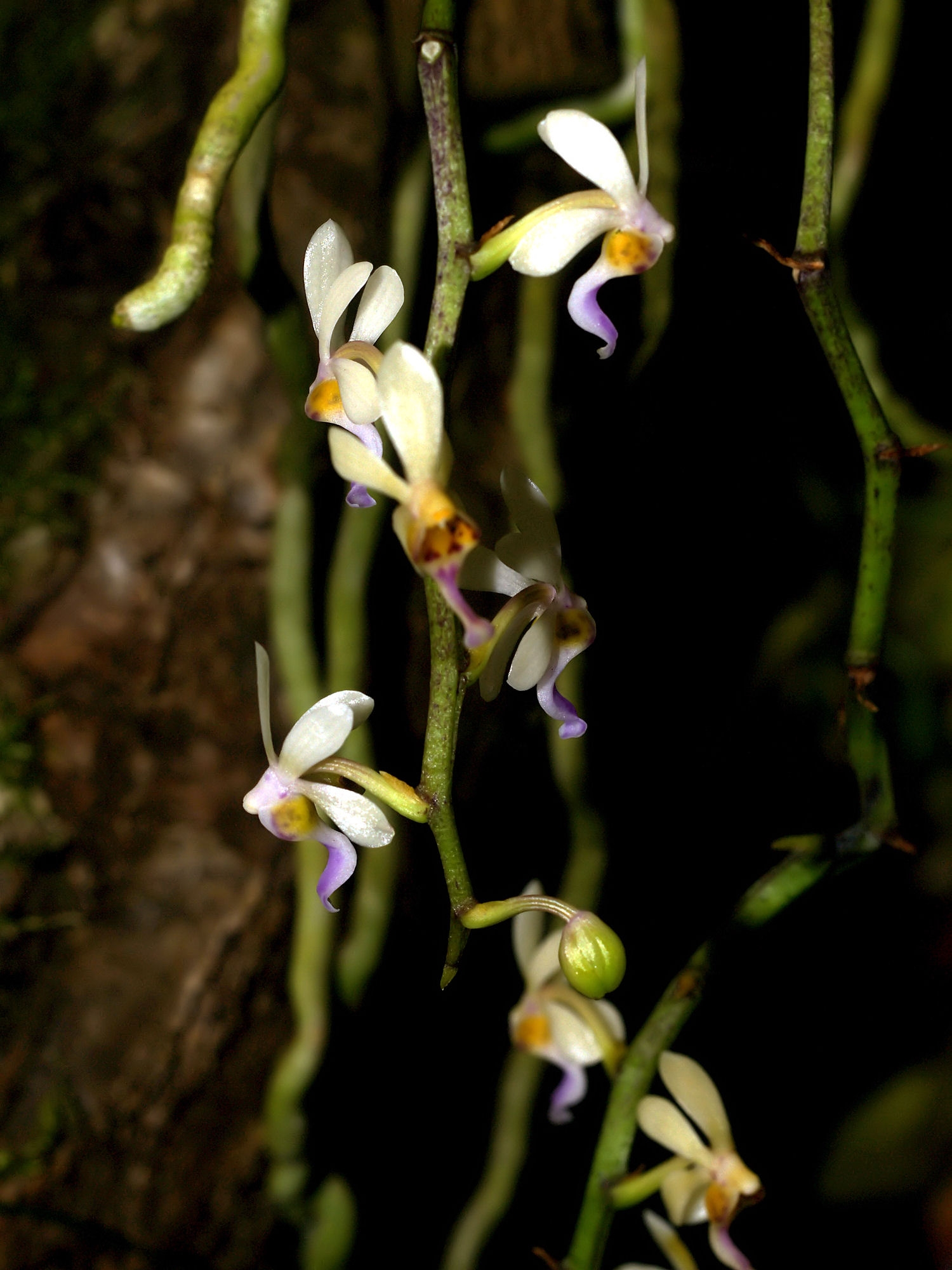